# Microsoft Profile
Perfil es el sitio web para gestionar la información de perfil de los servicios de Microsoft. Es similar en función a la característica de perfil de Facebook en la que muestra información acerca del usuario en particular, sus actividades recientes. El perfil se asocia con Microsoft account.

## Integración
Perfil se integra con otros servicios en muchos aspectos tales como:
- Windows Live Messenger que muestra los feeds "Novedades" proporcionados en el perfil de usuario.
- People que permitir administrar los contactos del usuario.

El perfil también se conecta con otras identidades web como Twitter y Facebook.